# Сингх, Гобинд
Гобинд Сингх (Говинд, в.-пандж. ਗੁਰੂ ਗੋਬਿੰਦ ਸਿੰਘ, имя при рождении Гобинд Раи; 22 декабря 1666, Патна, Индия — 7 октября 1708, Нандед, Индия) — десятый и последний гуру сикхов. Как реформатор своей общины заложил основы будущего Сикхского государства. Гобинд Сингх был великим воином,  поэтом и лидером народных масс.

## Биография
Гобинд Сингх пребывал в качестве гуру сикхов с 1675 по 1708 год. Гуру Гобинд был не только хорошим воином (хорошо владел луком и был отличным стрелком), но и гениальным поэтом, знавшим много языков, включая персидский, санскрит, брадж бхашу, арабский и пенджабский языки, которые он выучил ещё в годы своей юности. Сочинил множество священных для сикхов гимнов на языке брадж и стихотворение «Чанди ди Вар» на пенджабском, описывающее эпизод битвы добра и зла из Маркандея-пураны. Был хорошо знаком с классической литературой на фарси и санскрите, астрономией, географией и другими науками. Гобинд Сингх вновь составил по памяти «Ади Грантх» сикхов.
Гобинд — единственный сын девятого Гуру Тегх Бахадура. Мальчику было 9 лет, когда он наследовал пост своего отца, казнённого по приказу Великого Могола Аурангзеба после отказа принять ислам. После мученической кончины отца Гобинд Сингх провозгласил, что создаст такую нацию, которую не удастся запугать тиранам, и которая будет сопротивляться угнетателям во всех сферах жизни, стремясь восстановить справедливость, мир и общечеловеческое равенство.
В начальный, «мирный», период, на протяжении которого не наблюдалось открытых столкновений с Моголами, Гобинд находился в княжестве Сирмур в Гималаях, где подготовил теологическое обоснование нового подхода к проблеме ненасилия (ахимсы) и морального кодекса сикха. Он построил большой форт для защиты города, и поместил в нём гарнизон. Растущая мощь сикхской общины встревожила местных раджей, атаковавших город, но эти попытки были отбиты.

## Военные кампании
Гуру Гобинд участвовал в 14 крупных сражениях против моголов и одержал победы в большинстве из них (как, например, в 1686 году Гобинд Сингх повёл в свой первый бой с 2000 простых людей против 20 тысячной профессиональной армии хорошо вооружённых могольских солдат и одержал победу над ними):
- Битва при Бхангани (1688)
- Битва при Надауне (1691)
- Битва при Гулере (1696)
- Битва при Анандпуре (1700)
- Битва при Нирмохгархе (1702)
- Битва при Басоли (1702)
- Первая битва при Чамкауре (1702)
- Первая и вторая битвы при Анандпуре (1704)
- Битва при Сарсе (1704)
- Вторая битва при Чамкауре (1704)
- Битва при Муктсаре (1705).

## Создание хальсы
После ряда побед гуру отправился в Анандпур, и в день Байсакхи, 30 марта (13 апреля) 1699 года он преобразовал сикхскую общину, основав хальсу — бескастовое братство, функционировавшее одновременно как объединённая армия сикхов.

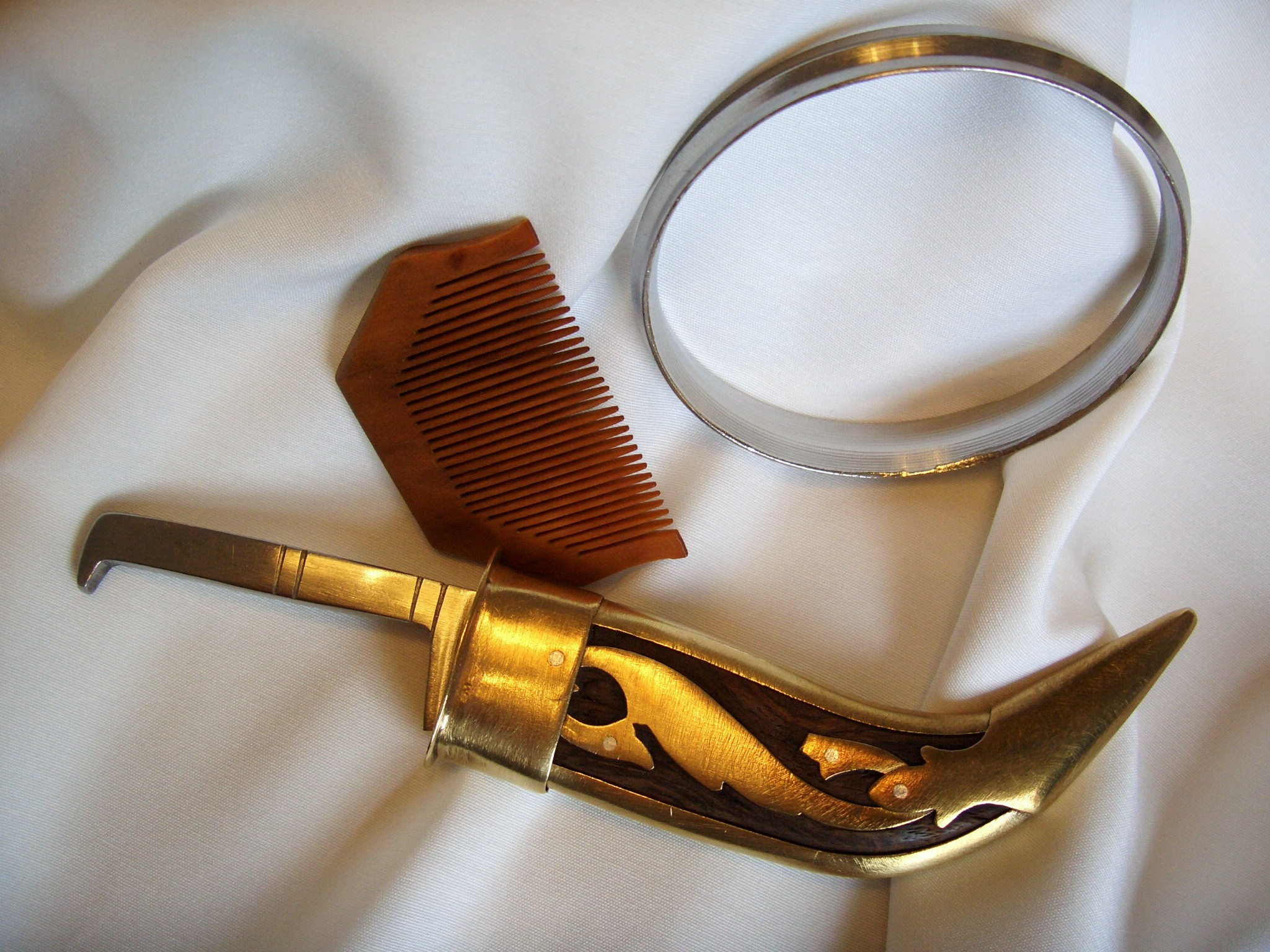
Три из «пяти К»

Согласно преданию, создание хальсы и первая церемония посвящения пахул происходило так: Гобинд вышел перед собравшимися и предложил выйти вперёд тем, кто готовы принести в жертву за гуру и дхарму жизнь. Как гласит легенда, он увёл первого добровольца в шатёр и, вернувшись с окровавленным мечом, повторил свой вопрос; хотя многие начали разбегаться в страхе, так повторялось, пока с гуру не ушло пятеро человек (все — представители разных каст) и он не вывел их невредимыми. Он назвал этих верных людей Панч Пьяре («Пять Любимых»), разделил с ними чашу ритуального напитка (амриты, как в индуистской традиции назывался нектар богов) и объявил, что посвящает их первыми в хальсу; сам он стал шестым её членом. Гуру также дал им новую фамилию — Сингх («лев») — и ввёл традицию «пяти К» (предметов, являющихся атрибутами веры сикхов и начинающихся на «к»):
- кэш — необрезанные волосы;
- канга — деревянный гребень;
- какча — нижнее бельё;
- кара — железный или стальной браслет;
- кирпан — меч.

Упразднив пост наследственных человеческих гуру, Гобинд передал власть всей хальсе. Основание хальсы привело к созданию сикхизма — третьей религии Индии.

## Последние годы и смерть
Основание хальсы сплотило сикхов против множества поддерживаемых Моголами претендентов на место гуру. Не замедлила последовать реакция неприятелей. В 1700—1701 годах объединённая армия раджей и Моголов атаковала Анандпур. К 1704—1705 году ситуация обострились настолько, что Анандпур пал после нескольких месяцев осады, когда в городе начался голод. Однако после отступления хальсы могольское войско было разбито в битве при Мукстаре.
Однако община понесла жестокие потери: большинство сикхов, включая троих из пятёрки Панч Пьяре, погибли в сражениях. Тяжёлые испытания выпали и семье Гобинда Сингха. Два его старших сына, 17 и 13 (или 18 и 14) лет, сражались рядом с отцом и погибли в бою в декабре 1704 года. Младшие сыновья, 9 и 7 (или 8 и 5) лет, попали в плен к могольскому командующему Вазир Хану и, отказавшись перейти в ислам, стали мучениками: были подвергнуты пыткам и заживо замурованы в стену. Захваченная вместе с ними бабушка Мата Гуджра, мать Гобинда, тоже умерла, разбитая горем.
В отправленном Гобиндом Сингхом письму Аурангзебу — «Послании о победе» («Зафарнама») — он обвинял падишаха в несоблюдении договоренностей с сикхами, нарушении обещаний и несправедливости его войны и особенно того, как она велась против его народа и семьи. Там также предрекался скорый конец Империи Великих Моголов. После этого Аурангзеб склонялся к тому, чтобы заключить мир с сикхами, но вскоре умер в 1707 году. В Дели началась борьба за власть, и победивший в ней преемник Аурангзеба, царевич Муаззам, ставший Бахадур-Шахом I, решил провести личную встречу с Гобинд Сингхом. Тот принял его приглашение встретиться в Южной Индии в регионе Декан. Но когда Гобинд прибыл туда в 1708 году, оказалось, что переговоры откладывались.
Через некоторое время в Нандеде на берегу реки Годавари его настигли двое убийц-афганцев (фанатиков-мусульман или же агентов, подосланных его давним врагом, губернатором Сирхинда Вазир Ханом) ранили его в грудь. Гобинд дал им отпор и убил одного из них (второго прикончила его охрана), по итогу выжил и начал было выздоравливать, но когда гуру как-то неосторожно натянул огромный лук, рана открылась, и он умер от кровотечения 17 октября 1708 года. Перед смертью гуру Гобинд завещал своему народу читать отредактированную им до окончательного варианта священную книгу сикхизма «Грантх Сахиб» («Ади Грантх»), которую объявил своим преемником. Ученики Гобинд Сингха разделили подконтрольную сикхам территорию на 12 мисалей (объединений воинов), образовавших конфедерацию.

## Философская теория справедливой войны

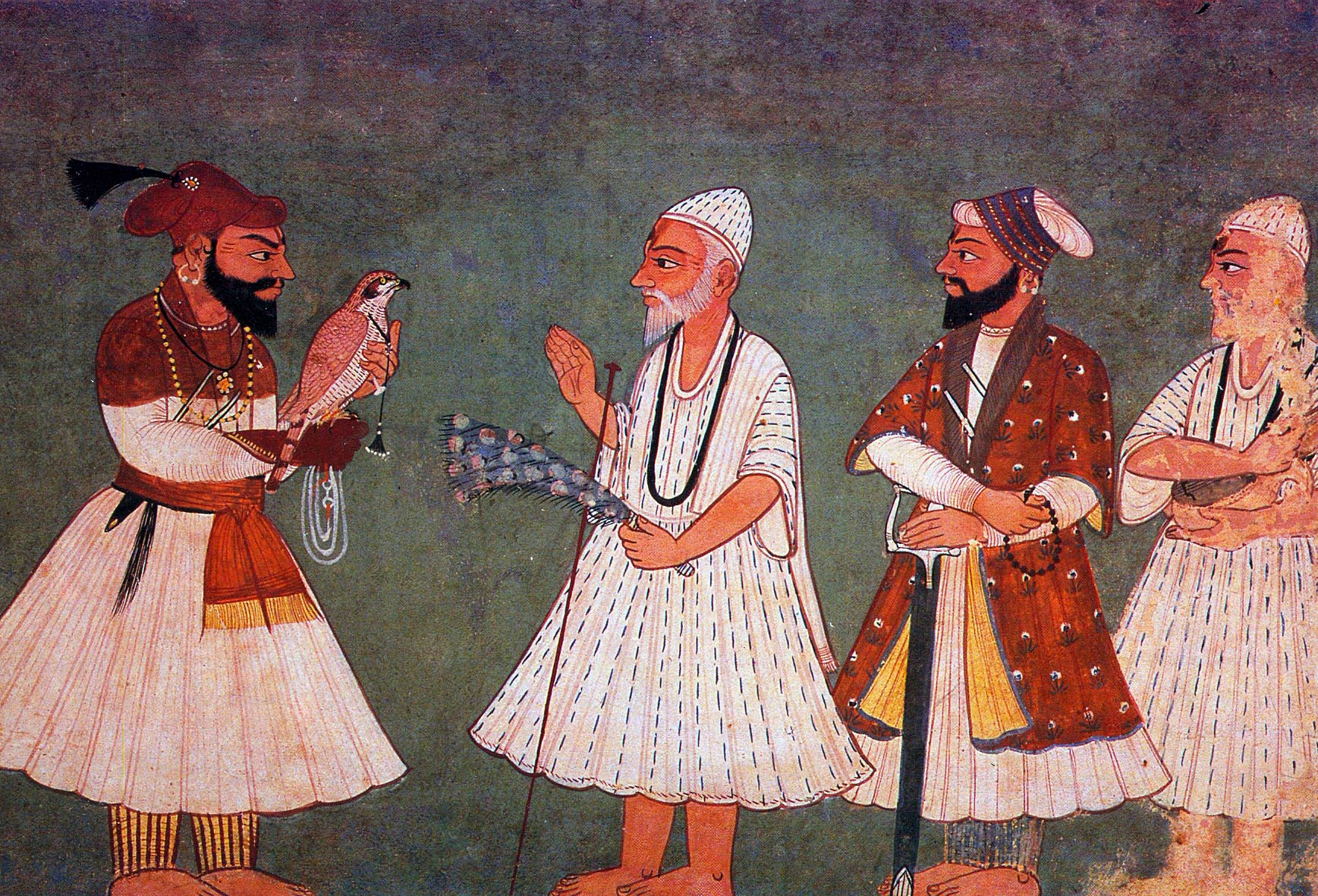
Относящееся к XVIII веку изображение вымышленной встречи Гобинда (с птицей) и гуру Нанака

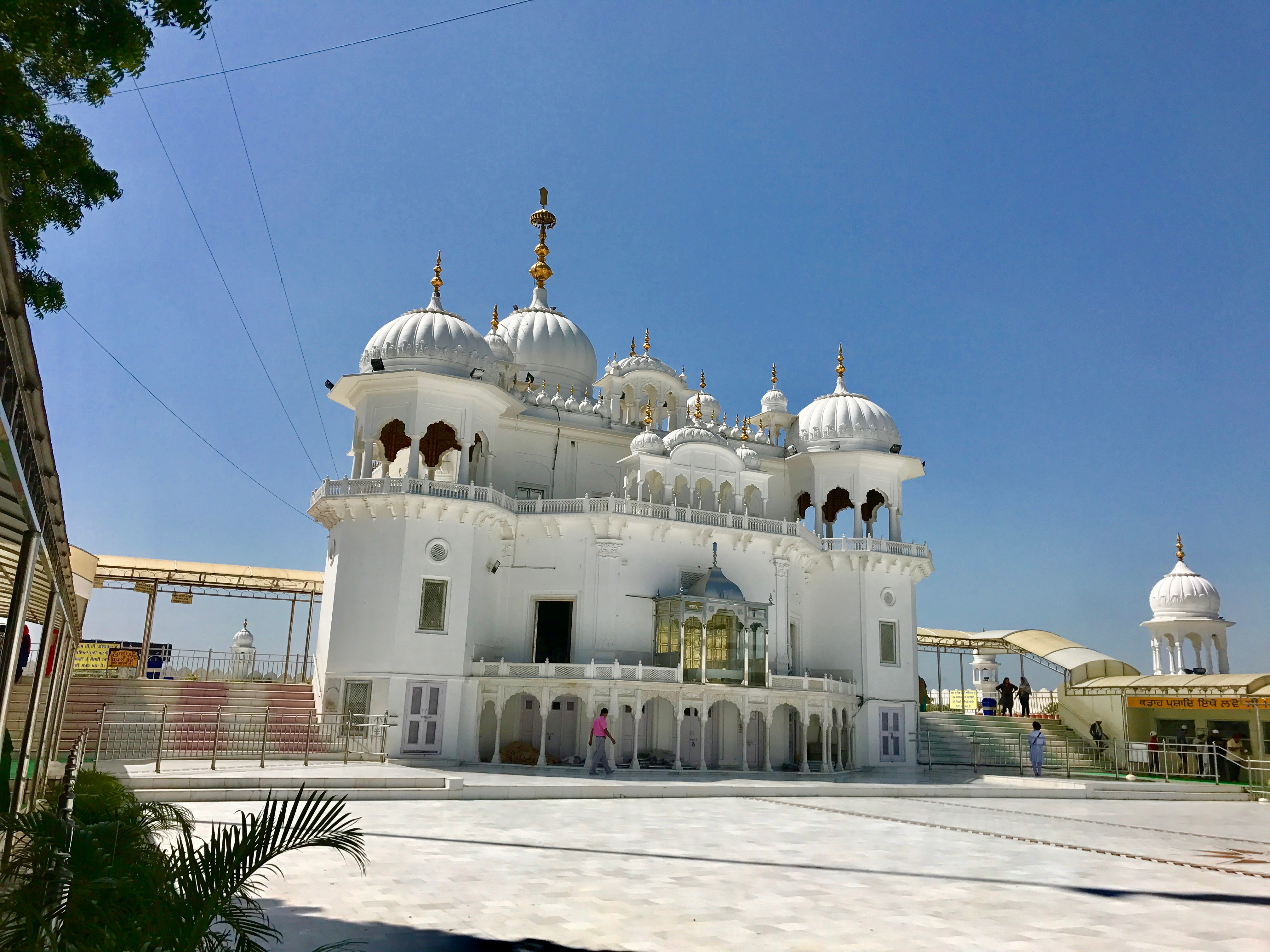
Анандпур Сахиб — место рождения хальсы

Гобинд Сингх считается философом теории справедливой войны, изложив пять очень строгих условий её основания.
- Война должна начинаться только после того, как другие средства оказались безуспешными. В «Зафарнаме», адресованном императору Аурангзебу, он писал: «Когда у меня не осталось выбора, я стал на стезю войны и заложил стрелу в свой лук. Когда другие благие намерения оказываются безуспешными, есть право вынуть меч».
- Война должна проходить без ненависти и желания реванша. Гобинд Сингх не проявлял ненависти ни к убийцам своих сыновей и отца, ни к исламу или религии моголов. Он говорил: «На поле боя я не различал сикхов или мусульман. Слыша крик боли, я видел своего Гуру, и этому своему Гуру давал воду».
- Война за правоту должна вестись без желания иметь выгоду. Гобинд Сингх не грабил и не присваивал завоёванные земли.
- Война может быть начата только людьми, зажжёнными идеалами, а не наёмниками. Только при том условии, что люди эти по своей воле связаны законами чести и этики.
- Вооружённый «крестоносец» должен идти в бой без страха, без того, чтобы считать свои беды, не сомневаясь в победе и не думая о последствиях. Он говорил: «Я научу воробья охотиться за коршуном, а одного человека сражаться с целым легионом».

Когда эти пять условий для Дхарма Юдх (священной войны) будут соблюдены, воин может идти в битву, убеждённый, что ничего нет благороднее гибели за правое дело. Гуру Гобинд создал армию солдатов-святых. Себя и своих последователей он связал правилами рахматнамы — не пить, не курить, не приставать к женщинам своих противников и т. д. Себя он считал смертным и равным остальным членам Хальсы.